# Gran Premio República
O Grande Prêmio República foi uma corrida de ciclismo profissional que se disputava anualmente na Espanha entre 1932 e 1936. Durante as 3 primeiras edições foi uma prova de um único dia. Os 2 últimos anos a prova constava de quatro etapas e cobria o percurso Eibar-Madri-Eibar.
Criada em 1932, depois da proclamação da Segunda República Espanhola, a sua vigência esteve unida a esta já que deixou de se celebrar a raiz da Guerra Civil Espanhola e o posterior triunfo do franquismo.
O corredor que mais vezes se impôs foi Luciano Montero, com duas vitórias.

## Palmarés
| Ano  | Ganhador                  | Segundo                   | Terceiro                 |
| ---- | ------------------------- | ------------------------- | ------------------------ |
| 1932 | Espanha Luciano Montero   | Gabriel Hargues           | Jean-Baptiste Intcegaray |
| 1933 | Espanha Ricardo Montero   | Espanha Salvador Cardona  | Espanha Jesús Dermit     |
| 1934 | Espanha Luciano Montero   | Espanha Federico Ezquerra | Joseph Autaa             |
| 1935 | Espanha Salvador Cardona  | Espanha Fermín Trueba     | Espanha Luciano Montero  |
| 1936 | Espanha Julián Berrendero | Espanha Luciano Montero   | Espanha Jesús Dermit     |

## Palmarés por países
| País    | Vitórias |
| ------- | -------- |
| Espanha | 5        |